# Iconografia attribuita a san Luca

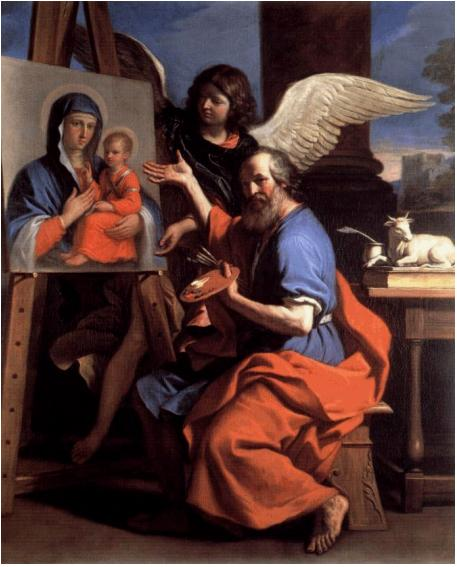
San Luca Evangelista, dipinto del Guercino

Un'antica tradizione cristiana afferma che l'evangelista Luca fu il primo iconografo e che dipinse quadri della Madonna, di Pietro e Paolo. Sono molte le immagini bizantine a lui attribuite.

## Origine e diffusione della leggenda

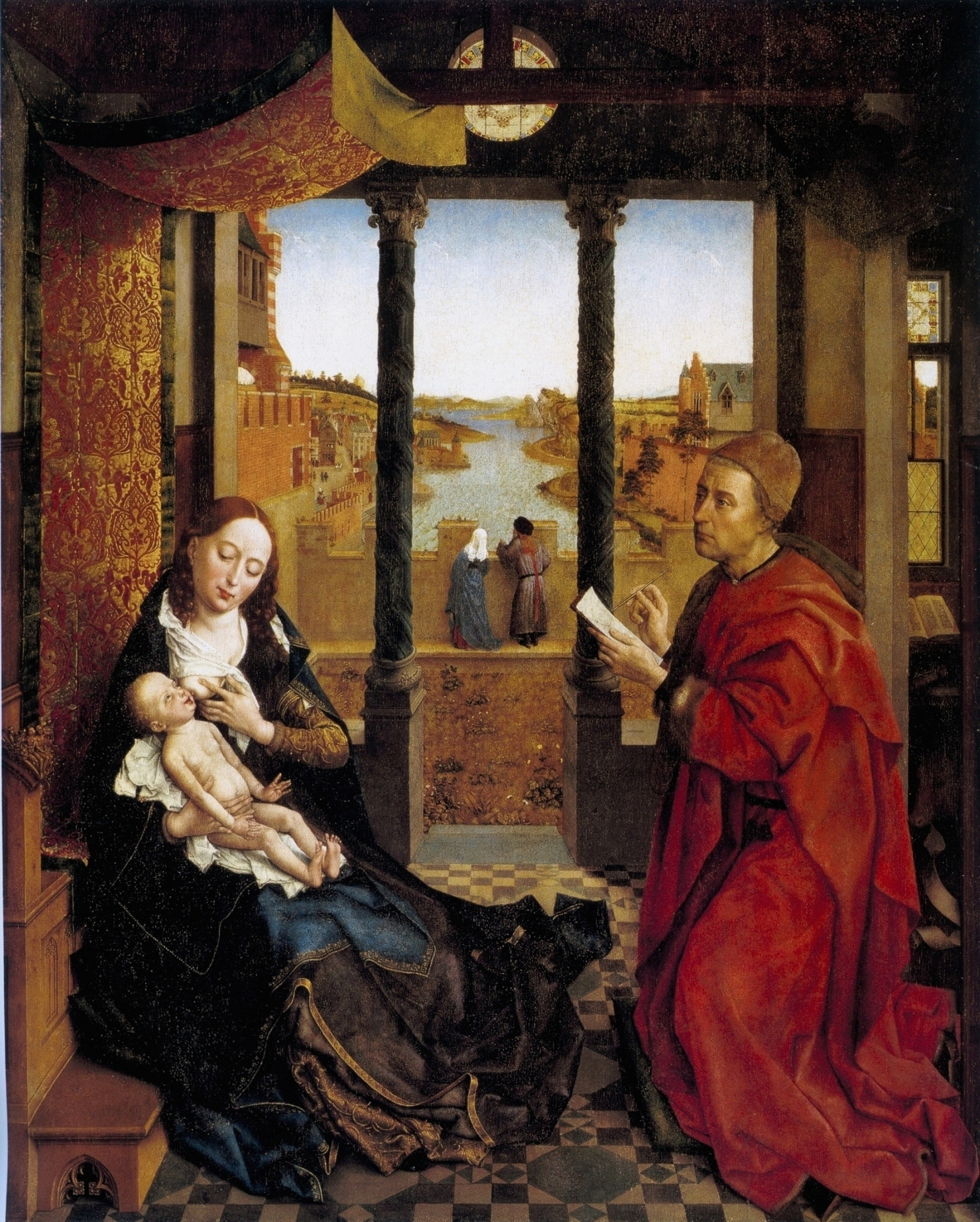
San Luca ritrae la Madonna, dipinto di Rogier van der Weyden, 1440, Boston, Museum of Fine Arts

La leggenda di Luca pittore e iniziatore della tradizione artistica cristiana sorge nel contesto della controversia iconoclastica (730-843). Al di là della speculazione teologica sui passi biblici dell'Esodo e del Deuteronomio che esplicitamente avversano la raffigurazione del divino, sorse tra l'VIII e il IX secolo una ricerca minuziosa delle antiche tradizioni che avvalorassero l'idea di un'origine apostolica dell'uso delle effigi sacre. Tali racconti riportano l'esistenza di personaggi che si preoccuparono di eseguire ritratti delle figure più importanti che ruotarono attorno a Gesù durante la sua vita, conservando la memoria del loro aspetto terreno. Si giunse persino a parlare di una sorta di asciugamano su cui il Cristo avrebbe impresso miracolosamente la propria effigie per farne dono ad Abgar V di Edessa (la cosiddetta Immagine di Edessa).
I ritratti eseguiti da Luca sarebbero stati conservati per secoli a Roma e a Gerusalemme, dando il via a un'ampia serie di repliche.
I teologi del periodo scelsero Luca probabilmente perché, tra gli evangelisti, fu quello più accurato nelle descrizioni dei personaggi sacri, finendo con ciò con colmare diverse lacune degli altri "sinottici". Si aggiunga che fu Luca stesso ad avere premura di ricordare, nel prologo del proprio vangelo, di essere stato molto scrupoloso nel raccogliere informazioni da "testimoni oculari" (1,1-4). Fu, di fatto, l'unico a inserire nel racconto notizie accurate sulla Vergine e sull'infanzia di Gesù. D'altra parte, il suo ruolo di medico suggeriva una familiarità con la pittura, che nella tradizione tardo-antica era ritenuta imprescindibile strumento per la riproduzione, in repertori illustrati, di piante officinali. Agli stessi artisti è stata sempre necessaria una certa competenza in ambito botanico per la confezione dei colori.
La più antica attestazione della leggenda è il Trattato sulle sante immagini di Andrea di Creta (VIII secolo), in cui l'autore si dichiara certo dell'accuratezza massima dei ritratti lucani, al contrario di quanto accade con le fisionomie riportate da Giuseppe Flavio nel Testimonium Flavianum.
Risulta interessante la testimonianza di Simeone Metafraste (950-1022), che nel suo Menologio (raccolta di vite di santi ordinate secondo il calendario liturgico), oltre ad attribuire a Luca raffinati studi in Ellade ed Egitto, sottolineava come l'evangelista, per le sue opere, si era avvalso di "cera e colori" (la cosiddetta pittura ad encausto, la più diffusa in età antica e in epoca proto-bizantina, prima di essere sostituita dai più versatili colori a tempera), con ciò dimostrando un'insospettabile consapevolezza (almeno per un agiografo) delle trasformazioni della pratica artistica. Ciò fa sospettare che egli conoscesse qualche antico dipinto del genere sopravvissuto all'iconoclastia.
Nell'ambito della competizione tra Roma e Gerusalemme nella promozione e conservazione degli originali lucani, il canonico Nicolao Maniacuzio (1145) associa la qualità del ritrattista dell'evangelista al suo essere di origine greca. Fu, di fatto, la cultura orientale ad accaparrarsi la determinazione ex post delle caratteristiche stilistiche e tecniche del Luca pittore, tanto che questi apparì poi soprattutto una sorta di iconografo bizantino ante litteram, cioè un pittore di icone su tavole (in particolare di legno di palma).
Il giureconsulto Burgundio da Pisa (1153) realizzò una traduzione del Trattato sulla fede ortodossa di Giovanni Damasceno basandosi su un manoscritto greco interpolato con il passaggio dello pseudo-Andrea da Creta sugli originali lucani conservati a Roma e Gerusalemme. Con ciò, la tradizione di Luca pittore trovò una consacrazione ufficiale e autorevole, quella cioè di un padre della Chiesa. Tommaso d'Aquino riprese da Giovanni Damasceno gli elementi teorici per affermare la necessità di rispettare tradizioni venerabili quali quella di eseguire e onorare le immagini sacre.

## Elenco di icone mariane attribuite a Luca

### Israele
- Madonna Nera nella Cappella di San Marco (della Chiesa ortodossa siriaca), a Gerusalemme.[2]

### Italia
- La Madonna Costantinopolitana che si trova nella Basilica di santa Giustina a Padova, gelosamente custodita perché molto rovinata. Si racconta che il prete Urio, custode della basilica dei Dodici Apostoli di Costantinopoli, tra l'VIII e il IX secolo l'avrebbe portata a Padova, a santa Giustina, insieme al corpo di Luca e alle reliquie di san Mattia per sottrarli alla furia iconoclasta.
- Un'antica immagine della Vergine, detta Salus populi romani, conservata nella Cappella Paolina della Basilica di Santa Maria Maggiore di Roma, nel transetto a sinistra dell'Altar maggiore. L'icona della Madonna è collocata sull'altare in una cornice di angeli che la recano in gloria, splendendo sul fondo turchino di un cielo di lapislazzuli. Le lettere greche che campeggiano ai lati della Vergine sono, di nuovo, l'abbreviazione del suo titolo di Madre di Dio, affermazione rovesciata e identica della divinità di Gesù.
- Madonna di San Luca conservata nell'eponimo santuario, a Bologna; icona bizantina del X-XI secolo, ridipinta nel XIII.
- Madonna d'Aracoeli, nella Basilica di Santa Maria in Aracoeli sul Campidoglio (Roma); datata al VI-XI secolo.
- Icona conservata nella Basilica di Santa Maria in Cosmedin (Roma).
- Icona conservata in Basilica di Santa Maria del Popolo (Roma).
- Madonna del Popolo, conservata nella Basilica di San Barnaba.
- Madonna di Lidda (l'odierna Lod in Israele), nel monastero di "Santa Maria del Rosario e della Febbre" a Monte Mario (Roma); collocata anticamente nella chiesa di Santa Maria in Tempulo, poi sino al 1930 nella chiesa dei SS. Domenico e Sisto.
- Santa Maria di Farfa, nell'abbazia di Farfa; sarebbe stata portata in Italia da san Tommaso di Morienna nel VII secolo; ridotta in frammenti.
- Santa Maria di Costantinopoli, nella Basilica di San Nicola di Bari.
- la Madonna Nera di Capo Colonna di Crotone; venerata nella cattedrale locale, ve n'è una copia nel santuario di Capocolonna.
- "Santissima Icone" nella cappella omonima del Duomo di Spoleto (Perugia); la leggenda vuole che questa immagine fu sottratta alla furia degli iconoclasti a Costantinopoli e donata alla città di Spoleto da Federico Barbarossa nel 1185 in segno di pace.
- Maria SS. delle Vittorie nel duomo di Piazza Armerina (EN); è un vessillo di seta dipinto, dono del papa Niccolò II.
- Madonna della Civita, nell'omonimo santuario di Itri.
- Maria SS. di Montevergine nell'omonimo Santuario di Montevergine (AV).
- S. Maria di S. Luca di Valenzano (Ba) è un dipinto della Madonna col bambino. Antiche fonti vogliono che sia stata portata da Valentiniano d'Antiochia che scappa da Bari in seguito ad una invasione saracena e si rifugia nell'entroterra, dove possiede una abitazione fortificata, portando con sé una icona della Madonna dipinta per mano dello stesso evangelista S. Luca, suo conterraneo, che ripone in una chiesetta del luogo, dando inizio al culto della Madonna di S. Luca e allo sviluppo di un insediamento abitativo che avrebbe preso il nome di Valenzano[3].
- Madonna dipinta da S.Luca nella Cattedrale di Palermo (PA). Secondo le fonti, il dipinto fu commissionato a San Luca da Santa Tecla, discepola di San Paolo Apostolo. Fu portata a Palermo da S. Angelo Carmelitano. Il dipinto fu donato a S.Angelo da Atanasio Chiaramonte, patriarca di Alessandria d'Egitto e fu trasferito, una volta giunto in Italia, nella città d'origine dei Chiaramonte per volere di Federico Chiaramonte, fratello dell'arcivescovo. [4]

### Polonia
- Icona della Vergine di Częstochowa, nell'omonimo santuario.

### Russia
- La Theotókos di Vladimir, nella Galleria Tret'jakov di Mosca, considerata protettrice della Russia.

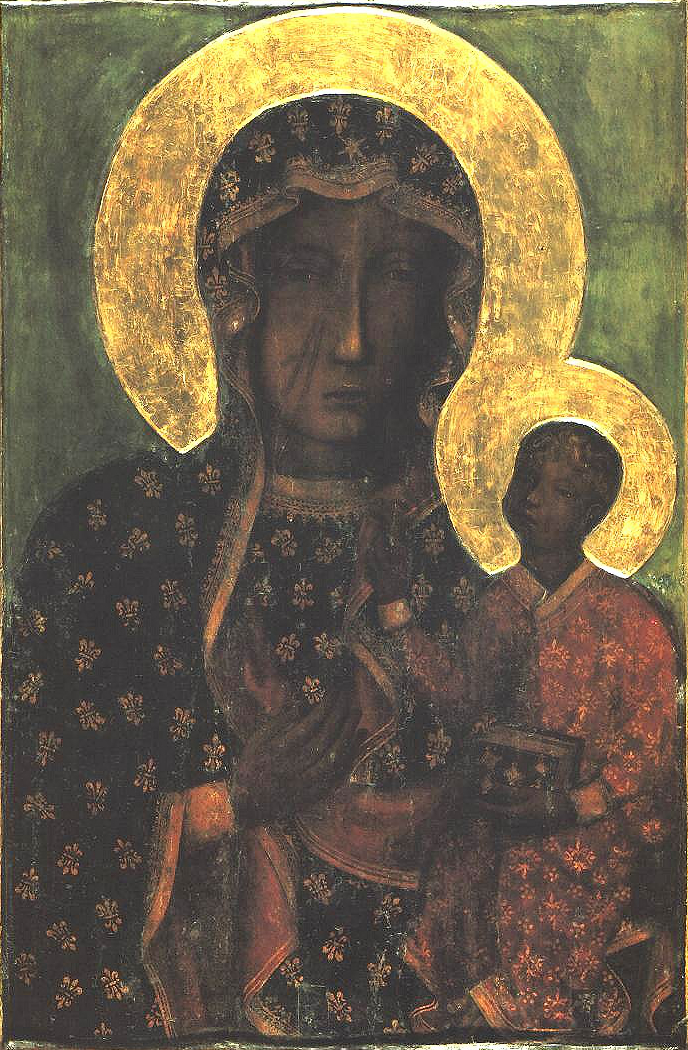
La Madonna Nera di Częstochowa
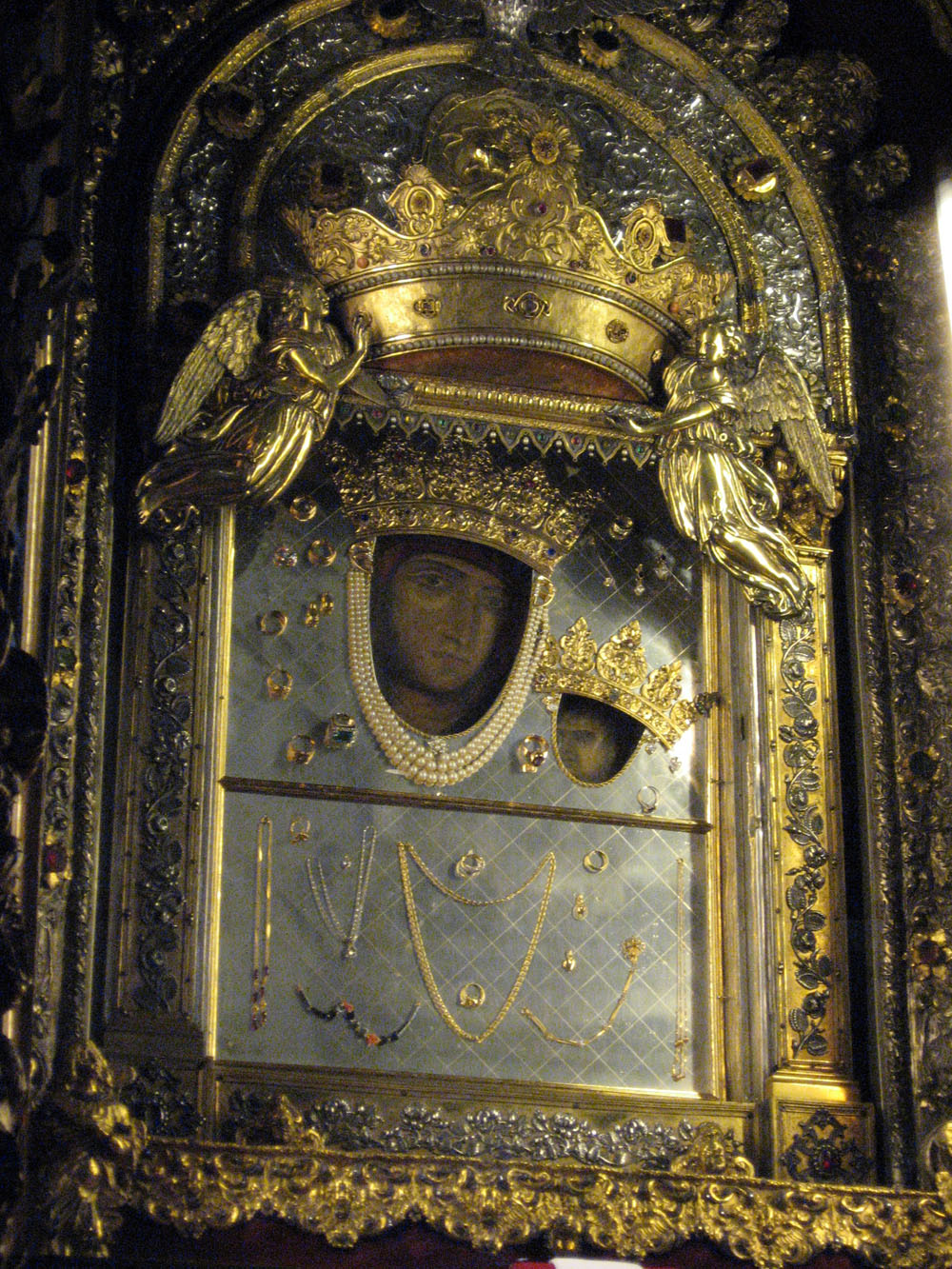
L'icona della Madonna di San Luca, a Bologna
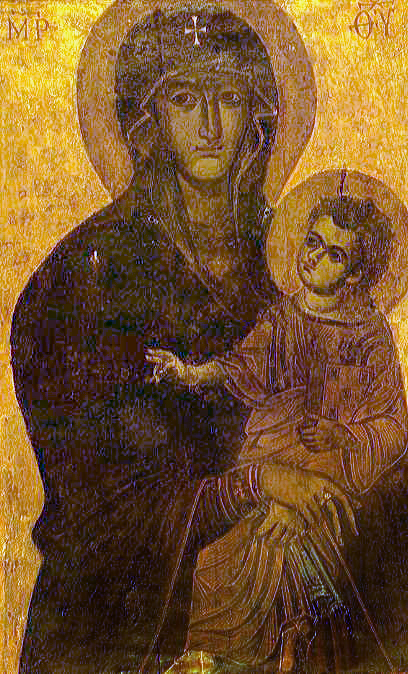
Salus populi romani, Basilica di Santa Maria Maggiore
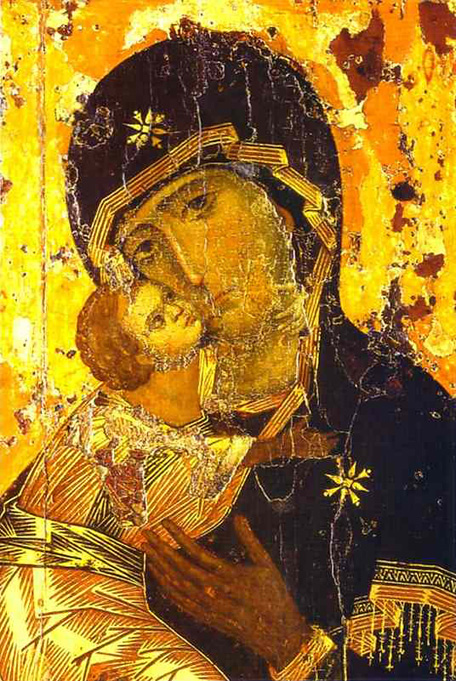
La Theotokos di Vladimir

## Altre icone attribuite a Luca
- Pittura su legno raffigurante il Cristo, nella Chiesa del Santissimo Crocifisso (Noto).